# Leave the World Behind
«Leave the World Behind» —en español: «Deja el mundo a un lado»— es una canción de música house realizada por los integrantes de Swedish House Mafia; Axwell, Sebastian Ingrosso, Steve Angello, junto al productor holandés Laidback Luke con la colaboración de la vocalista canadiense Deborah Cox. Fue lanzado como sencillo el 1 de abril de 2009. También la canción le da nombre al documental del trío sueco estrenado en marzo de 2014.
Este sencillo fue estrenado en el Winter Music Conference en Miami en marzo de 2009, y se convirtió en un clásico en las pistas de baile de aquel año y contó con el apoyo inmediato de Eric Prydz, Pete Tong, David Guetta, Dirty South, Bob Sinclar y Elian Rodríguez entre otros.

## Posicionamiento en listas
Fue uno de los grandes sencillos de música electrónica del 2009 y oficialmente el segundo sencillo de música dance mejor vendido en los Estados Unidos.
Alcanzó el puesto #39 en el chart sueco y logró a posicionarse en el puesto #40 en Hot Dance Club en los Estados Unidos.

## Video musical
El video fue dirigido por Christian Larson, muestra escenas en directo de varias presentaciones de Swedish House Mafia.

## Versiones
- El 17 de mayo del 2013, fue relanzado con las vocales a cargo de la sueca Linnéa Martinsson, más conocida como Lune[7] para una campaña publicitaria para el modelo XC60 de Volvo en Suecia.[8] Para su promoción se lanzó un video musical con producción de la agencia de publicidad Forsman & Bodenfors, dirigida por Adam Berg y rodada en Vestlandet, Noruega.[9] Se asegura es la última aparición en un video musical de Swedish House Mafia. En Suecia, el sencillo fue acreditada a nombre únicamente de Lune, y llegó a ocupar el número 22 en la lista de sencillos.[10]

- En 2012, Lune ya había grabado una versión con el DJ y productor sueco Adrian Lux incluida en su álbum homónimo.[11]

## Listado de canciones
| Descarga digital |                                         |          |  |
| N.º              | Título                                  | Duración |  |
| 1.               | «Leave the World Behind» (Original Mix) | 6:50     |  |

| Descarga digital (Remixes) |                                                                              |          |  |
| N.º                        | Título                                                                       | Duración |  |
| 1.                         | «Leave the World Behind» (Original Mix)                                      | 6:49     |  |
| 2.                         | «Leave the World Behind» (Dirty South Remix)                                 | 8:34     |  |
| 3.                         | «Leave the World Behind» (Daddy's Groove Magic Island Rework)                | 7:05     |  |
| 4.                         | «Leave the World Behind» (Dabruck & Klein Remix)                             | 8:16     |  |
| 5.                         | «Leave the World Behind» (Ranucci, Pelusi, Provenzano Remix)                 | 6:48     |  |
| 6.                         | «Leave the World Behind» (Radio Edit)                                        | 2:42     |  |
| 7.                         | «Leave the World Behind» (Dimitri Vegas & Like Mike Vs SHM Dark Forest Edit) | 6:33     |  |

## Posicionamiento en listas
| Lista (2009)                          | Mejor posición |
| ------------------------------------- | -------------- |
| Bélgica (Ultratip flamenca)           | 14             |
| Bélgica (Ultratip valona)             | 23             |
| Estados Unidos (Hot Dance Club Songs) | 40             |
| Países Bajos (Mega Single Top 100)    | 75             |
| Suecia (Sverigetopplistan)            | 39             |